# Primož Gliha
Primož Gliha (Lubiana, 8 ottobre 1967) è un allenatore di calcio ed ex calciatore sloveno, di ruolo attaccante.
Gliha è al sesto posto nella classifica dei migliori marcatori di tutti i tempi della Nazionale slovena.
Suo figlio Erik ne ha seguito le orme, divenendo anch'egli calciatore.